# Gamla sparbanken, Hedemora
Gamla sparbanken, är en byggnad i kvarteret Björken, Hedemora, Dalarnas län. 
Huset började byggas 1915 efter ritningar av Lars Kolmodin, och 1917 kunde Hedemora Sparbank flytta in. Sedan 1860-talet hade bankens verksamhet varit inrymt i bankens räkenskapsförare, tillika styrelsesekreterare, Samuel Flodströms bostäder, först på Norra åsen, senare på Långgatan. I den nya byggnaden fanns bland annat en stor expeditionslokal, ett kraftigt valv med bankfack, ett styrelserum och även en mindre lägenhet. 1953 byggdes huset om till stadsarkitektskontor och 1981 om- och tillbyggdes huset, när Domänverket flyttade in. Domänverket (Assi Domän) flyttade 1997 till det nyuppförda huset på Åsgatan (mellan Prostgården och Komministergården). Ett par olika företag har tidigare funnits i byggnaden men idag är Gamla sparbankshuset privatbostad.
Huset är byggt i en och en halv våning med brutet och valmat tak. Byggmaterialet är tegel och fasaden är putsad i en ljust brun nyans. På gården finns även uthus av nationalromantiskt snitt.